# Reprezentacja Kazachstanu w rugby 7 mężczyzn
Reprezentacja Kazachstanu w rugby 7 mężczyzn – zespół rugby 7, biorący udział w imieniu Kazachstanu w meczach i sportowych imprezach międzynarodowych, powoływany przez selekcjonera, w którym mogą występować wyłącznie zawodnicy posiadający obywatelstwo tego kraju, mieszkający w nim, bądź kwalifikujący się ze względu na pochodzenie rodziców lub dziadków. Za jego funkcjonowanie odpowiedzialny jest Kazachski Związek Rugby, członek Asia Rugby oraz World Rugby.

## Turnieje

### Udział wmistrzostwach Azji
| Rok  | Wynik | Źródło |
| ---- | ----- | ------ |
| 2009 | –     |        |
| 2010 | 11.   |        |
| 2011 | 7.    |        |
| 2012 | 12.   |        |
| 2013 | 11.   |        |
| 2014 | 9.    |        |
| 2015 | 11.   |        |
| 2016 | –     |        |
| 2017 | –     |        |
| 2018 | –     |        |
| 2019 | –     |        |
| 2021 | –     |        |

### Udział wigrzyskach azjatyckich
| Rok  | Wynik |
| ---- | ----- |
| 1998 | 6.    |
| 2002 | –     |
| 2006 | –     |
| 2010 | –     |
| 2014 | –     |
| 2018 | –     |